# بوميروي باركر
بوميروي باركر (بالإنجليزية: Pomeroy Parker) هو عسكري أمريكي، ولد في 17 مارس 1874 في مقاطعة غيتس في الولايات المتحدة، وتوفي في 30 ديسمبر 1946.